# Optimus (機器人)
Optimus又称Tesla Bot ，是特斯拉公司正在开发的一款類人型機器人。2021年8月19日，特斯拉首次公開了Optimus機器人計劃。2022年9月，發表Optimus機器人原型公開亮相。該機器人原型能够在舞台上走动。
2023年3月，發表第一代機器人「Optimus Gen 1」。
2023年12月14日，發表第二代機器人「Optimus Gen 2」。

## 圖集

Optimus 的相片

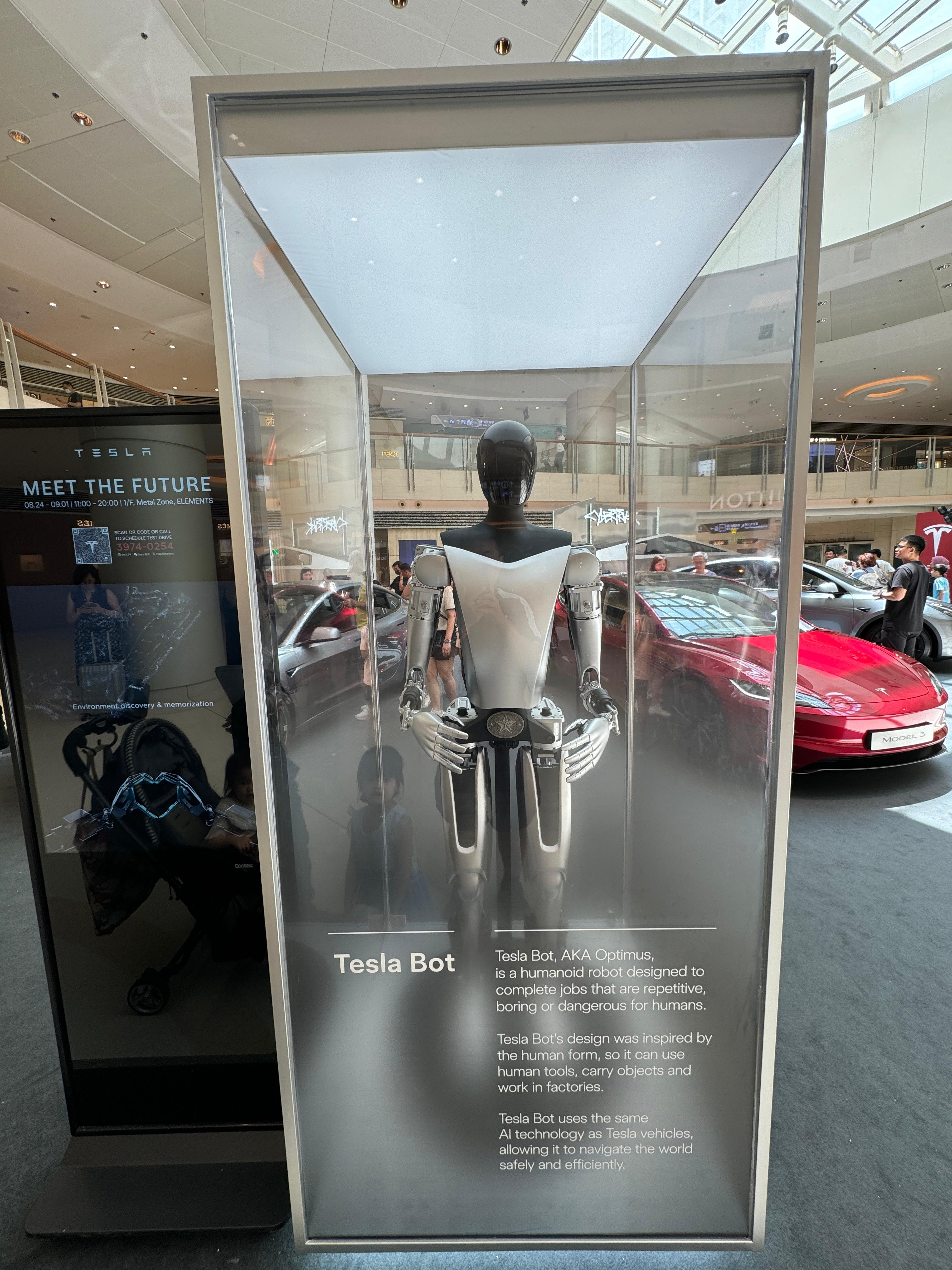
Optimus 在香港展覽的相片。